# Zdeněk Vojtěch Popel z Lobkovic
Zdeněk Vojtěch Popel z Lobkovic (15. srpna 1568 – 16. června 1628 Vídeň) byl první kníže z Lobkovic, první vladař domu lobkovického (1624–1628), nejvyšší kancléř (1599–1628), český šlechtic a politik.

## Kariéra
Narodil se jako syn dvorského maršálka a pozdějšího nejvyššího hofmistra Ladislava Popela z Lobkovic. Po studiích na jezuitské akademii při pražském Klementinu u na jezuitské univerzitě v Ingolstadtu podnikl kavalírskou cestu po Evropě, spojenou s několika studijními pobyty v Itálii. Po návratu byl v roce 1591 jmenován říšským dvorským radou a roku 1599 převzal úřad nejvyššího kancléře Království českého, v němž setrval i za dalších panovníků, Matyáše a Ferdinanda II., až do své smrti. U dvora Rudolfa II. náležel ke katolické španělské straně. Odmítl podepsat Majestát, který schvaloval svobodu vyznání podle České konfese. V roce 1619, během stavovského povstání, byl zahrnut mezi osoby, které čeští stavové vypověděli ze země.

## Tituly
Do stavu říšských knížat byl povýšen v roce 1623, v následujícím roce obdržel i český knížecí stav a titul vladař domu lobkovického.

## Řád zlatého rouna
V roce 1617 prosazoval volbu Ferdinanda II. za českého krále a španělský vyslanec přislíbil mu přijetí do výlučného řádu Zlatého rouna. V červenci 1618 přikázal král z Madridu vyslanci Oñatovi, aby potají sdělil Lobkovicovi a baronovi z Eggenberka, že budou poctěni řádem Zlatého rouna. Vyslanec k návrhu poznamenává, že je mu známa marnivost obou pánů a poněvadž v Německu se nic neutají, lze počítat s tím, že jiní pánové těžce ponesou, že byli předstiženi. V srpnu 1620 byl také Lobkovicovi odznak řádu předán.

## Rodina
Za manželku vzal si 13. listopadu 1603 Polyxenu z Pernštejna, vdovu po Vilémovi z Rožmberka, která mu přinesla Roudnici a veliké jmění. Sňatek mezi manželi byl spíše sňatkem z rozumu. Ale i přes to mezi nimi vzniklo silné citové pouto. To lze doložit z korespondence mezi manžely. Pár stál v centru společnosti v pobělohorské době. Oba manželé trpěli vážnými chorobami. Zdeněk Vojtěch z Lobkovic epilepsií a ledvinovými kameny. Polyxena z Pernštejna měla příznaky melancholie. Jejich jediný syn byl Václav Eusebius Popel z Lobkovic. 

## Mecenáš
Přičinil se o obnovení františkánského kostela Panny Marie Sněžné, vydrancovaného Pražany za vpádu pasovských a v roce 1615 založil kapucínský klášter v Roudnici nad Labem. Zemřel 16. června 1628 ve Vídni a pohřben je společně s Polyxenou v rodové hrobce při klášteře kapucínů v Roudnici nad Labem.

## Galerie

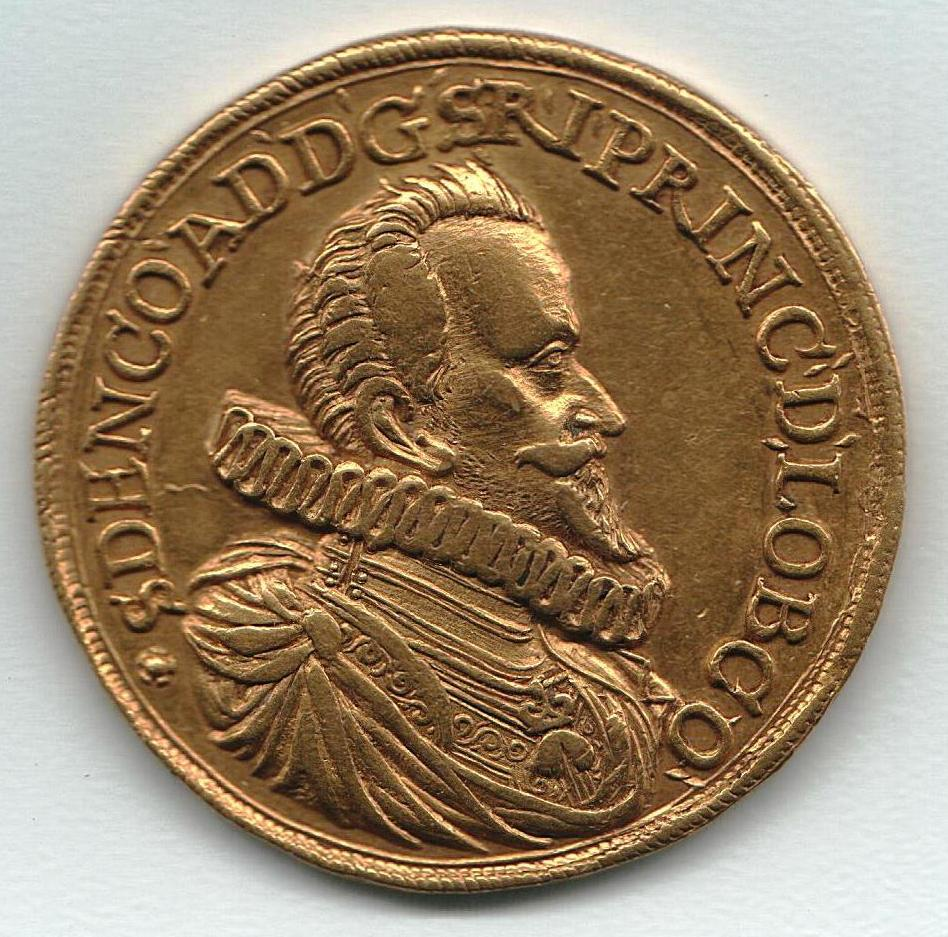
Zdeněk Vojtěch Lobkovic
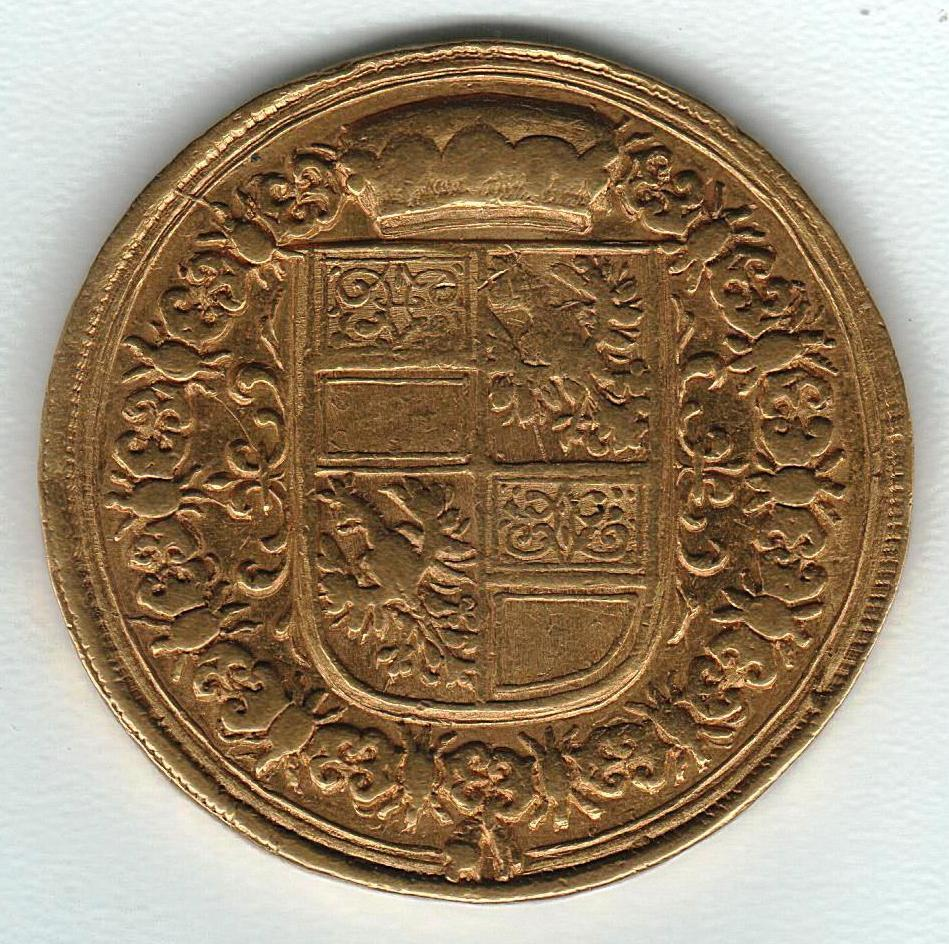
Medaile se Zlatým rounem
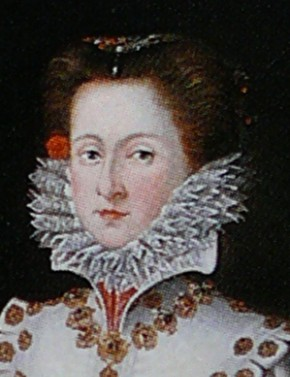
Manželka Polyxena z Pernštejna